# Flubendiamide
Flubendiamide (ISO-naam) is een insecticide uit de groep van de diamides. Het is een ftaalamidederivaat en werd ontwikkeld in het Japanse bedrijf Nihon Nohyaku Co. Ltd. Voor de wereldwijde verkoop werkt dit samen met Bayer. Merknamen van producten met flubendiamide zijn onder meer Fenos, Synapse en Belt.

## Werking
Flubendiamide is werkzaam tegen schadelijke vlinders. Het werkt door activering van de ryanodinereceptoren in intracellulaire calciumkanalen bij larven of volwassen insecten die de stof binnenkrijgen. Dit veroorzaakt een grote vrijzetting van calciumionen, waardoor de spieren samentrekken. De insecten stoppen met eten en verhongeren. De werking van flubendiamide is vergelijkbaar met die van het insecticide chlorantraniliprole.

## Regelgeving
Buiten Japan verkreeg Bayer in 2007 toelatingen voor flubendiamide in onder meer India en Pakistan in 2007.
In de Europese Unie diende Bayer in 2006 een aanvraag tot erkenning van flubendiamide in. De stof werd uiteindelijk in 2014 opgenomen in de lijst van toegelaten gewasbeschermingsmiddelen. De toelatingstermijn ging in op 1 september 2014.
In de Verenigde Staten werd flubendiamide in 2008 voorwaardelijk toegelaten voor gebruik op maïs, katoen, tabak, fruit en groenten. De voorwaardelijke toelating had betrekking op de mogelijke accumulatie van flubendiamide en metabolieten ervan in water, tot concentraties die schadelijk zijn voor ongewervelde waterdieren. Er moest onderzocht worden of maatregelen zoals het respecteren van een bufferafstand, voldoende waren om dit te voorkomen.

## Toxicologie en veiligheid
Flubendiamide heeft een lage acute toxiciteit voor zoogdieren. Het is geen irriterende of sensitiserende stof. Ze is ook niet genotoxisch en er zijn geen aanwijzingen dat ze carcinogeen zou zijn. Bij dierproeven is wel enig reprotoxisch effect geconstateerd waardoor de Europese Autoriteit voor voedselveiligheid heeft voorgesteld om flubendiamide in te delen bij de stoffen die ervan verdacht worden effecten te hebben op de vruchtbaarheid of het ongeboren kind.